# Atwood (Colorado)
Atwood é uma Região censo-designada localizada no estado americano de Colorado, no Condado de Logan.

## Demografia
Segundo o censo americano de 2000, a sua população era de 195 habitantes.

## Geografia
De acordo com o United States Census Bureau tem uma área de 
9,2 km², dos quais 9,2 km² cobertos por terra e 0,0 km² cobertos por água. Atwood localiza-se a aproximadamente 1251 m acima do nível do mar.

## Localidades na vizinhança
O diagrama seguinte representa as localidades num raio de 40 km ao redor de Atwood. 